# 劳里·托尔尼
劳里·阿蘭·托尔尼（芬蘭語：Lauri Allan Törni，1919年5月28日—1965年10月18日），其英語名译为拉里·阿蘭·索恩（英語：Larry Alan Thorne），是一名芬蘭出身的軍人，經歷過二戰中的冬季戰爭、繼續戰爭及1960年代的越南戰爭。他因為在生涯中先後加入了芬蘭國防軍、納粹德國的武裝親衛隊和美國陸軍特種部隊（綠扁帽），而得名「在三面國旗下戰鬥的士兵」（the soldier who fought under three flags）。

## 出身背景
托尔尼生於1919年，其父親為一名船長。其家鄉维堡當時是芬蘭領土，但於蘇芬戰爭後遭俄羅斯吞併。托尔尼在1938年時從軍。1940年2月戰事升級時，他正在芬蘭南部的哈米納參加預備軍官訓練課程。

## 參戰生涯

### 蘇芬戰爭及二戰
1939年秋，托尔尼已經服完了一年國民義務兵役，但適逢蘇聯發動蘇芬戰爭入侵芬蘭，全國緊急動員之下，他的役期被延長且得繼續從軍，分發到補給部隊。之後兩軍在拉多加湖發生戰鬥，托尔尼被派上前線，其部隊終成功圍困並全殲當地的一個紅軍師。由於他在這些作戰中的表現英勇，很快就得到了上級長官們的注意。當冬季戰爭接近尾聲時，托尔尼參加軍官訓練，通過後官拜少尉。1941年前往德國接受武裝親衛隊短暫訓練，沒多久訓練完畢後就返回芬蘭。
托尔尼大部分的著名戰功都是在繼續戰爭（1941年－1944年）與蘇聯紅軍戰鬥時立下的。1943年時，托尔尼在一支於該年創建的游擊戰步兵隊中擔任隊長，而使得該單位得到了「托尔尼部隊」的別名。在他的指揮下，深入敵後進行滲透任務，並且很快就獲得戰果、名聲在交戰兩方中都十分顯赫，前芬蘭總統毛诺·科伊维斯托也曾是該部隊的基層士兵，並與托尔尼一起參加過蘇芬兩軍在繼續戰爭末期的一場衝突，即1944年7月至8月間的伊洛曼齊戰役。科伊维斯托在此戰中隸屬於一支偵察連，連長正是時任上尉的托尔尼。
由於托尔尼所在部隊的破壞行動對紅軍造成重大傷亡，使得紅軍以300萬芬蘭馬克（約65萬美元）的懸賞金緝拿他的人頭，使他成為唯一一位受到這種高規格「殊榮」的芬蘭軍官。此外，他也於1944年7月9日獲得了芬蘭等級最高的軍事榮銜——曼納海姆十字勳章。
蘇芬兩國終於1944年9月19日簽訂莫斯科停戰協定，芬蘭簽約後被逼發動對抗德軍的拉普蘭戰爭令親德的托爾尼心生不滿，加上條約將繼續戰爭中光復的所有故土重新拱手還給蘇聯，其收復故鄉維堡的目標頓時變得遙不可及，以及一大堆向蘇聯卑躬屈膝喪權辱國的條款（包括戰爭賠償及共產黨合法化），更令托爾尼滿腔悲憤。當中對托爾尼打擊最大的應是停戰協定的裁軍條款，蘇聯勒令芬軍大規模裁員，被裁員退伍的托爾尼頓時失業。1945年，黯然失業的托尔尼被一支親德的芬蘭抵抗民兵招募，並前往德國參加破壞活動的訓練、及準備在芬蘭被蘇聯佔領時組織反抗行動。由於紅軍攻勢導致交通受阻，他無法歸鄉，於是在該年加入納粹德軍武裝親衛隊並被委任為少尉，參與過若干對紅軍的作戰，並派駐施威林防守紅軍攻勢。二戰結束後，其向進攻丹麥的英軍投降，但之後又從英軍戰俘營脫逃、回到芬蘭，投靠因故鄉淪陷而被逼遷赫爾辛基的家人。由於戰後芬蘭當局奉行芬蘭化政策，大肆搜捕戰時的親德人員，托尔尼回家不久即於赫爾辛基遭國家警察（ValPo）逮捕，並因曾於納粹德軍服役而被以叛國罪判處六年徒刑，不過於1948年12月經芬蘭總統巴錫基維特赦。

### 離開芬蘭
托爾尼雖重回自由之身，但因戰後芬蘭政府對蘇聯屈膝妥協的芬蘭化政策，國內處處可見否定芬蘭英勇抗戰、大力鼓吹社會主義及親蘇意識形態的共產黨員，國內大部分反蘇反共聲音亦被政府的自我審查所消弭，使得極度反共的托爾尼無比心灰意冷，最終決意離國闖蕩。1949年，托尔尼與大戰時自己部隊上的副指揮官霍爾格·皮特凯宁（Holger Pitkänen）一起聯手計畫偷渡瑞典，從邊鎮托爾尼奧過境到有許多芬僑人口的瑞典邊鎮哈帕蘭達。之後，托尔尼從哈帕蘭達搭火車去首都斯德哥爾摩，並在當地與許多流亡海外的芬蘭軍官一起得到馮艾森（Baroness von Essen）提供的庇護和住所容身，但皮特凯宁卻是在過境之後被逮、遣返芬蘭。流亡瑞典期間，他與一名瑞典籍芬蘭女子相戀並且準備結婚。在婚前打算要得到穩定工作的托尔尼，以假名喬裝成瑞典水手，搭船前往委內瑞拉首都卡拉卡斯。在委內瑞拉上岸後，托尔尼碰巧遇到了冬季戰爭時在軍中的長官——人稱「柴堆馬帝」（Motti-Matti）的马蒂·阿尔尼奥上校，他從二戰結束後就到委內瑞拉謀生了。

### 前往美國
1950年，托尔尼在一艘駛往美國的瑞典籍貨輪上找到了差事，但當該船駛入阿拉巴馬州莫比爾附近的墨西哥灣海域時，托尔尼就跳下海往岸邊游去，然後北上前往紐約，獲得布魯克林區一個芬裔美國人社區的協助而住在當地，並擔任木匠與清潔工糊口。1953年時，透過戰時的美國情報界大佬——戰略情報局（OSS）前局長「野小子比爾」·唐諾文的法律協助而獲得了居留權。
1954年，托尔尼透過《洛奇－菲爾賓法案》中對於外國人從軍的規定，而成為美國陸軍的二等兵，並將姓名改為英語化的拉里·阿蘭·索恩。他在陸軍裡與一群芬裔軍官相處友好，這個以「馬蒂寧幫」（[註1]）的綽號聞名的群體中，都是一群經歷與索恩相似、具有芬蘭軍隊背景的美國移民，並透過參議員洛奇催生的這項法案才得以加入美軍。此外，當中也有數個人與索恩一樣，投身於草創期的綠扁帽部隊。
身為基層士兵的索恩便憑藉著這些人的支持，很快就成為特種部隊一員，並且以自己與蘇聯的作戰經驗，當上滑雪、求生、登山與游擊戰術的指導教官，還加入陸軍空降學校，軍階亦向上晉升，於1957年編為預備役少尉，之後又成為正規少尉，並在1960年升到上尉。1958年至1962年間，他服役於駐屯西德的第10特種部隊群，之後還於一次在伊朗的札格羅斯山脈進行的搜救任務中擔任副指揮官，也因此獲得表揚。

### 越南戰爭
1963年11月，赴越南加入A-734特戰隊，並因為在湄公河三角洲的任務而兩度獲頒獎章。1965年，調到駐越美軍司令部（MACV）下的研究觀察團（Studies and Observations Group）去擔任訓練部隊的軍事顧問。1965年10月18日，敲定了研究觀察團的首次跨境任務，團員準備從廣南省欽德（Khâm Đức）的前線作戰基地出發，前往其西北方20英里（32）處的地區偵察北越越南人民軍在寮國邊境之外的活動。而參與了這項行動的索恩上尉，在當地搭乘直升機時，撞毀在一處多山的地區之中，位置大約是在峴港西南方25英里（40）處，索恩在這場意外中宣告失蹤，然而美軍救難隊前往營救時，卻無法接近事故現場，事後報告的座標為48 PYB 9455 8960。索恩在這場事件後追授為少校。

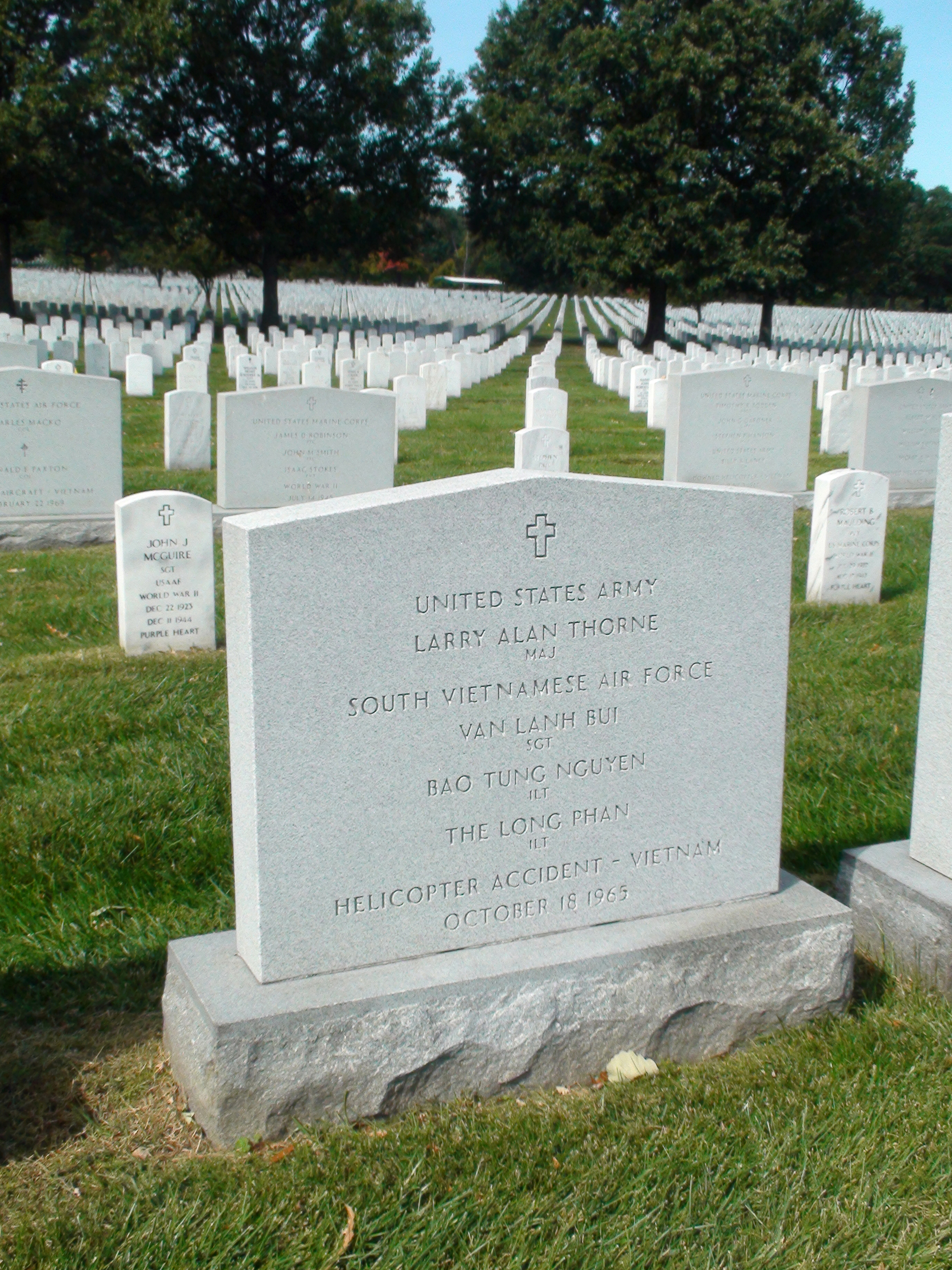
阿靈頓國家公墓裡的拉里·索恩之墓。

1999年，索恩的遺骸才被尋獲，並於2003年獲得身分確認。他在2003年6月26日下葬至阿靈頓國家公墓60區的8136號墓碑。

## 紀念與相關文化
美國與芬蘭兩國都有紀念托尔尼／索恩的措施。科羅拉多州卡森堡陸軍基地內的第10特種部隊群指揮部命名為「拉里·索恩指揮部大樓」（Larry Thorne Headquarters Building）。在芬蘭，「托尔尼部隊」的存活老兵及相關親友組成了劳里·托尔尼傳承協會（Lauri Törni Tradition Guild）
在羅賓·摩爾著作《綠色貝雷帽》中的主要角色史文·科尼（Sven Kornie）是第一位以拉里·索恩為藍本創造的人物，之後該書改編為由約翰·韋恩主演的同名電影。
2004年芬蘭電視節目《了不起的芬蘭人》將托尔尼排為史上第52偉大的芬蘭人。他也是這榜上中排名最前面的三名軍人之一，介於第1名的卡爾·古斯塔夫·埃米爾·曼納海姆和第74名的（綽號「白色死神」的狙擊手）之間。

## 服役與獲獎資料

### 芬蘭陸軍
軍階（正規）
- 1938年9月3日：二等兵（varusmies）
- 1939年3月1日：下士（alikersantti）

軍階（預備役）
- 1940年5月9日：少尉（vänrikki）
- 1942年3月27日：中尉（luutnantti）
- 1944年8月27日：上尉（kapteeni）
- 1950年10月6日：除籍。

獲獎
- 1940年7月26日：二級自由勳章（2. lk vapaudenmitali）
- 1940年8月24日：一級自由勳章（1. lk vapaudenmitali）
- 1941年10月9日：三級自由十字勳章（3. lk vapaudenristi）
- 1942年5月23日：四級自由十字勳章（4. lk vapaudenristi）
- 1944年7月9日：曼納海姆十字勳章（Mannerheim-risti）
- 冬季戰爭服役獎章
- 繼續戰爭服役獎章金章（Jatkosodan muistomitali）
- 第1師紀念獎章（1. div. muistoristi）
- 海外獵兵獎章（Rajajääkärijoukkojen risti）
- 國防軍勳章銅章（Puolustusvoimien pronssinen mitali）

### 武装親衛隊
階級
- 1941年5月18日：少尉（Untersturmführer），武裝親衛隊芬蘭志願營（英语：SS Freiwilligen Bataillon Nordost）
- 1945年4月15日：上尉（Hauptsturmführer），北方特種部隊（Sonderkommando Nord）

獲獎
- 1943年12月11日：二級鐵十字勳章

### 美國陸軍
階級
- 1954年1月28日：二等兵（Private, PV-1）
- 1954年5月28日：一等兵（Private E-2, PV-2）
- 1954年12月20日：上等兵（Private First Class, PFC）
- 1955年4月28日：下士（Corporal, CPL）
- 1955年11月17日：中士（Sergeant, SGT）
- 1957年1月9日：中尉（First Lieutenant, 1st LTN）
- 1960年11月30日：上尉（Captain, CPT）
- 1965年12月16日：少校（Major, MAJ），死後追贈

獲獎
- 銅星勳章（Bronze Star）
- 陸軍嘉獎勳章（英语：Commendation Medal）
- 紫心勳章（Purple Heart），獲頒2次
- 功績勳章（英语：Legion of Merit）
- 陸軍品德優良獎章（Army Good Conduct Medal）
- 國防部服役獎章
- 越南共和國戰役獎章（英语：National Defence Service Medal）
- 越南服役獎章
- 航空獎章（英语：Air Medal）
- 作戰步兵徽章（英语：Combat Infantry Badge）
- 高級傘兵徽章（英语：Parachutist Badge (United States)）
- 飛行優異十字勳章（Distinguished Flying Cross）
- 總統部隊嘉許獎（Presidential Unit Citation），2001年追贈

## 相關著作
- Cleverley, J. Michael: Born a Soldier, The Times and Life of Larry Thorne, October 2008, Booksurge. 354 page and 17 photographs, maps and timeline, ISBN 978-1-4392-1437-4. OCLC 299168934
- Cleverley, J. Michael: Syntynyt Sotilaaksi, November 2003, Otava Publishing Co.  416 pages and 22 photographs, maps and timeline, ISBN 951-1-18853-4. OCLC 58340971
- Cleverley, J. Michael: Lauri Törni Yrke Soldat, October 2008, Svenskt Militärhistoriskt Bibliotek, 361 pages, photographs, maps, and timeline, ISBN 978-91-85789-22-1.
- Gill III, H. A.: The Soldier Under Three Flags, June 1998, Pathfinder publishing. 208 pages and 37 photographs, ISBN 0-934793-65-4. OCLC 38468782
- Kallonen, Kari – Sarjanen, Petri: "Legenda – Lauri Törni, Larry Thorne", 2004, Revontuli Publishing Co. 397 pages and 100 photographs, ISBN 952-5170-38-1.

## 外部連結
- More on Larry Thorne, by J. Mike Cleverley （页面存档备份，存于）
- More information （页面存档备份，存于）
- Special Forces Association Larry A. Thorne Memorial Chapter 33 website （页面存档备份，存于）
- Facts about Larry Thorne （页面存档备份，存于）
- Lauri Törni Photographs （页面存档备份，存于）